# Teodulfo Lagunero
Teodulfo Lagunero Muñoz (Valladolid, 1927–Madrid, 22 de junio de 2022) fue un catedrático de Derecho mercantil, empresario y abogado republicano y comunista español, conocido por su protagonismo en la Transición española, durante la cual ayudó económicamente al Partido Comunista de España (PCE).

## Biografía
Nació en casa de sus abuelos maternos. Su abuelo Pablo Muñoz, de profesión carpintero, trabajaba en los talleres de la Estación del Norte, que después se convirtió en la Estación de Valladolid-Campo Grande. Con pocos meses, le llevaron a Peñafiel, donde vivió en el colegio que había fundado su padre antes de ser catedrático de historia. Después acompañó de nuevo a su padre al ser nombrado director del Instituto de Calahorra.
Durante la guerra civil española, un bombardeo de la aviación legionaria destruyó su casa en la calle Buenos Aires nº 24 del barrio de Ruzafa de Valencia. Pasó a vivir en el Instituto Obrero de Valencia donde su padre impartía clases y que dirigía uno de los fundadores del PCE, Manuel Núñez de Arenas, y en el que también era profesor el dibujante Rafael de Penagos.

### La Transición
Su éxito en los negocios le permitió ayudar económicamente al PCE en el exilio. Financió el Centro de Información y Solidaridad con España (CISE) en París, que presidía Pablo Picasso y dirigía Marcos Ana. Encargó al peluquero de Picasso la peluca falsa con la que Santiago Carrillo, presidente del clandestino PCE, regresó a España. Él mismo trajo a Carrillo en su propio coche, un Mercedes-Benz de gama alta, para que no causara sospechas. De este momento se publicó una foto que se hizo muy conocida.

Me comentó que quería venir a España y consideraba que conmigo podría entrar de manera más segura. Lo organizamos todo para cruzar la frontera en un Mercedes de color gris y matrícula de París que conducía mi mujer. Todo fue sin problemas. Llegamos a Madrid y pasamos la primera noche en un pequeño apartamento que yo tenía en la calle Comandante Franco. El resto de días, Santiago estuvo en un antiguo colegio que compré en El Viso, en la calle Leizarán 17, con los cristales de las ventanas blindados, por si acaso se daba un atentado. Él vivía allí con una mujer del partido que le hacía las funciones de secretaria. Nadie podía encontrarle porque, además, el chalecito tenía garaje propio y él entraba y salía dentro del coche. En los varios meses que residió en aquel lugar escribió Eurocomunismo y Estado, libro dedicado a mi mujer y a mí, y del que nos regaló el manuscrito.
Entrevista por Antonio Lucas en El Mundo, 6 de abril de 2006.

Posteriormente, residiendo ya en España, colaboró con la Junta Democrática. Promovió y presidió el semanario La Calle (1978-1982). Una vez legalizado el PCE, Dolores Ibárruri y Santiago Carrillo, en un gesto de reconocimiento, le hicieron entrega de un carnet del partido firmado por ambos.

### Alhaurín Golf
En 2007 se hizo pública su polémica participación en negocios inmobiliarios de Aliatar Golf y Alhaurín Golf en las localidades de Loja y Alhaurín el Grande. Participó además junto a su amigo y poeta Antonio Gala, al que le unían estrechos lazos (Lagunero elaboró los estatutos de la Fundación Antonio Gala). En el informe del mismo año, Paisajes Amenazados de Málaga: las agresiones y sus responsables de Ecologistas en Acción, denuncian como insostenibles las urbanizaciones en torno a los campos de golf construidos durante los últimos años, entre los que se encontraba Alhaurín Golf, debido a las edificaciones realizadas tras la venta por parte de Teodulfo Lagunero.

## Obras publicadas
- Una vida entre poetas, La Esfera de los Libros, 2005 (ISBN 978-8-49-734438-8)
- Memorias Teodulfo Lagunero, Umbriel Editores, 2009 (ISBN 978-8-48-936776-0)